# Аватар (фильм, 1916)
«Аватар» (итал. Avatar) — фильм итальянского режиссёра Кармине Галлоне в жанре мистической драмы, премьера которого состоялась 6 марта 1916 года.

## Сюжет
Фильм снят по одноимённой новелле Теофиля Готье.
Октав де Савилль безответно влюбляется в Прасковью Лабиньскую, которая верна своему мужу, польскому графу Олафу Лабиньскому. Обеспокоенные состоянием де Савилля, его друзья и родственники обращаются за помощью к доктору Бальтазару, который недавно вернулся из Индии, где познал секреты брахманов, в том числе изучил мистическое искусство переселения душ. С его помощью душа де Савилля переселяется в тело мужа его возлюбленной. Он остаётся наедине со своей избранницей, но женская интуиция позволяет той раскрыть обман, и она отвергает его, а тем временем граф выходит из транса, обнаруживает себя в теле де Савилля и в ярости врывается в гостиницу, где живут супруги. Рукопашная схватка соперников переходит в дуэль на саблях, но затем появляется доктор Бальтазар и объясняет, что смерть одного из них в их нынешнем состоянии, когда они обменялись душами, неизбежно приведёт к гибели второго. Граф выбивает оружие из руки де Савилля и останавливает дуэль, а доктор возвращает их души в надлежащие тела.

## В ролях
- Соава Галлоне
- Амлето Новелли[итал.]
- Аугусто Мастрипьетри[итал.]
- Андреа Абе[англ.]